# Araiopontonia odontorhyncha
Araiopontonia odontorhyncha är en kräftdjursart som beskrevs av Fujino och Miyake 1970. Araiopontonia odontorhyncha ingår i släktet Araiopontonia och familjen Palaemonidae. Inga underarter finns listade i Catalogue of Life.